# بخش‌های دپارتمان ترن
بخش‌های دپارتمان ترن (انگلیسی: Arrondissements of the Tarn department) شامل ۲ بخش به شرح زیر است:
1. بخش البی با ۱۶۸ کمون (فرانسه) و جمعیت ۱۸۸ هزار نفر در سال ۲۰۱۳ می‌باشد.
2. بخش کستر با ۱۵۱ کمون (فرانسه) و جمعیت ۱۹۳ هزار نفر در سال ۲۰۱۳ می‌باشد.